# Jean-Pierre Adams
Pour les articles homonymes, voir Adams.
Jean-Pierre Christian Adams, né le 10 mars 1948 à Dakar et mort le 6 septembre 2021 à Nîmes, est un footballeur international français évoluant au poste de défenseur.
Champion de France amateur en 1968 et 1969 avec Fontainebleau, Jean-Pierre Adams fait les beaux jours de la défense de Nîmes au début des années 1970. Il joue ensuite à l'OGC Nice (1973-1977) et au PSG (1977-1979). Jean-Pierre Adams tombe dans un profond coma le 17 mars 1982 lors d'une opération bénigne au genou, à la suite d'une erreur d'anesthésie. Il reste dans un état végétatif jusqu'à son décès.
Ancien défenseur international français (22 sélections entre 1972 et 1976), Jean-Pierre Adams marque l'histoire de l'équipe de France par son association avec Marius Trésor, formant une charnière centrale défensive redoutable surnommée « la garde noire ».

## Biographie

### Enfance et formation
Né en 1948 à Dakar, Jean-Pierre Christian Adams est élevé par une de ses grand-mères sénégalaises. La religion catholique de cette dernière les amène en pèlerinage en Europe à Montargis dans le Loiret. Elle y dépose Jean-Pierre, âgé de huit ans, dans une école religieuse.
Vers l'âge de quinze ans, il est adopté par une famille de Corquilleroy et le football lui permettent d'échapper à l'Assistance publique. Adams intègre l'école Saint-Louis de Montargis.
Jean-Pierre Adams chausse ses premiers crampons à l'US Cepoy en pupille, puis à Bellegarde et à l'USM Montargis.

### Carrière sportive
Adams fait ses débuts en seniors à l'Entente Fontainebleau où il s'installe avec sa femme. Il dispute son premier match de Championnat de France amateur le 1er octobre 1967 et la réception de Châteauroux[réf. nécessaire]. Pendant son service militaire, Jean-Pierre intervient lors des émeutes de mai 68. Il est ensuite double vice-champion de France Amateurs en 1968 et 1969. Au terme de la saison 1969-1970, son équipe et lui remporte le groupe Centre de CFA.
Adams passe directement des divisions amateurs à l'élite française et signe à Nîmes début 1970. Il explose rapidement à mesure que les Nîmois gravissent les échelons. 1972 sera l'année de sa révélation totale puisqu'il finit vice-champion de France avec les crocodiles gardois, gagne la Coupe des Alpes et intègre l'Équipe de France.
Avec l'OGC Nice, Adams élimine le FC Barcelone de la Coupe UEFA 1973-74. En 1975-1976, il est vice-champion de France, meilleure performance du club depuis son titre de 1959.
En 1977, le Paris Saint-Germain l’engage pour trois années. Il y reste deux saisons.
En 1979, il quitte Paris et rejoint le FC Mulhouse, puis le FC chalonnais fin juillet 1980 comme entraîneur-joueur.

### En équipe de France
Après l'équipe de France militaire où il joue notamment aux côtés de Henri Michel, Jean-Pierre Adams obtient une première cape symbolique avec l'équipe de France A face à une sélection de l’Afrique, le 15 juin 1972,,.
Il forme la défense centrale des Bleus avec Marius Trésor, surnommée « la garde noire »,. Ce dernier se souvient en 2018 : « Ștefan Kovács, sélectionneur de l'équipe de France, avait trouvé une bonne formule. En Pologne notre performance avait été à la hauteur et dans son discours d'après-match, il avait simplement dit : ce soir j'ai trouvé ma garde noire ». Il s'agit de la première défense française à comporter deux joueurs de couleur. Lors de la Coupe du monde 1974, l'Allemand Franz Beckenbauer considère la défense centrale française comme la meilleure d'Europe.
Sa carrière en Bleu prend fin en 1976. Au total, Jean-Pierre totalise 22 sélections.

### Fin de carrière et de vie
À Chalon-sur-Saône à partir d'août 1980, il trouve un emploi à l'établissement Moreau Sports. Alors que sa carrière s'estompe, Adams décide d'entraîner des jeunes. Un jour de mars 1982, il se rend à Dijon pour trois jours de formation. Lors de celle-ci, il se rompt un tendon au genou, une blessure a priori sans gravité . Jean-Pierre se rend à l'hôpital Édouard Herriot de Lyon pour une radiographie. Il rencontre un médecin s'occupant de l'équipe de Lyon qui le prend en charge.
Après une consultation immédiate, il décide d'opérer Adams et donne rendez-vous à Jean-Pierre le mercredi 17 mars 1982. Le jour de l'opération, le personnel hospitalier est en grève. Le cas de Jean-Pierre n'est pas vital et loin d'être urgent mais l'opération est confirmée. L'anesthésiste s'occupe de huit patients, l'un après l'autre, et Adams est confié à un stagiaire qui admettra devant le tribunal : « Je n'étais pas à la hauteur de la tâche qui m'était confiée ». Jean-Pierre est mal intubé, avec un tube bloquant le passage vers ses poumons plutôt que de les ventiler, il est privé d'oxygène, après quoi il subit un arrêt cardiaque. L'international français plonge dans le coma,. Le cerveau subit des lésions cérébrales catastrophiques, ce qui rend les perspectives de guérison faibles.
Après quinze mois d'hospitalisation, sa femme Bernadette décide de le ramener dans leur maison. Bien que l'accident se soit produit en 1982, ce n'est qu'en 1989 que le personnel médical est reconnu coupable de « blessure involontaire »,. Il faut encore près de cinq ans de plus pour décider des indemnisations de la famille. La Ligue de football professionnel, la Fédération et le Variétés Club de France se mobilisent pour aider à payer les frais de justice.
Adams reste dans un état végétatif persistant. Il est incapable de presque tout mouvement volontaire, il ne peut pas se déplacer, ne voit pas et ne parle pas. Sa femme Bernadette s'occupe alors de lui.
Il meurt le 6 septembre 2021, des suites d'une infection pulmonaire au CHU de Nîmes, où il avait été admis une semaine plus tôt. Il est inhumé au cimetière de Caissargues (Gard).
En avril 2024, la ville de Nîmes décide de rebaptiser l'un de ses stades en son nom.

## Style de jeu
Jean-Pierre Adams débute comme attaquant mais a ensuite joué à l'arrière. « C'était une force de la nature, très fort physiquement. Il avait beaucoup de détermination et de la volonté » se souvient Henri Michel en 2016. Jacques Vendroux, journaliste et manager du Variétés Club de France, dit d'Adams qu'« il était très fort dans les airs, très athlétique et une sorte de balayeuse ». Il le compare à son homonyme Tony Adams « qui nettoyait tout et laissait le terrain libre pour les autres ».

## Statistiques
Jean-Pierre Adams compte neuf matchs (deux buts) en Coupe de l'UEFA, 251 matchs (24 buts) en Division 1, onze matchs (un but) en Division 2.

### Par saison
| Saison                | Club                  | Championnat           | Championnat | Championnat | Coupe(s) nationale(s) | Coupe(s) nationale(s) | Compétition(s) continentale(s) | Compétition(s) continentale(s) | Compétition(s) continentale(s) | France | France | Total | Total |
| Saison                | Club                  | Division              | M.          | B.          | M.                    | B.                    | Comp.                          | M.                             | B.                             | M.     | B.     | M.    | B.    |
| 1967-1968             | Entente Fontainebleau | CFA                   | -           | -           | -                     | -                     | -                              | -                              | -                              | -      | -      | 0     | 0     |
| 1968-1969             | Entente Fontainebleau | CFA                   | -           | -           | -                     | -                     | -                              | -                              | -                              | -      | -      | 0     | 0     |
| 1969-1970             | Entente Fontainebleau | CFA                   | 2           | -           | -                     | -                     | -                              | -                              | -                              | -      | -      | 2     | 0     |
| Sous-total            | Sous-total            | Sous-total            | 2           | -           | -                     | -                     | -                              | 0                              | 0                              | 0      | 0      | 2     | 0     |
| 1970-1971             | Nîmes Olympique       | D1                    | 10          | 1           | -                     | -                     | -                              | -                              | -                              | -      | -      | 10    | 1     |
| 1971-1972             | Nîmes Olympique       | D1                    | 38          | 4           | 2                     | -                     | C3                             | 2                              | 1                              | 3      | -      | 45    | 5     |
| 1972-1973             | Nîmes Olympique       | D1                    | 36          | 3           | 8                     | -                     | C3                             | 2                              | 1                              | 5      | -      | 51    | 4     |
| Sous-total            | Sous-total            | Sous-total            | 84          | 8           | 10                    | 0                     | -                              | 4                              | 2                              | 8      | 0      | 106   | 10    |
| 1973-1974             | OGC Nice              | D1                    | 35          | 9           | 2                     | 1                     | C3                             | 4                              | -                              | 6      | -      | 47    | 10    |
| 1974-1975             | OGC Nice              | D1                    | 38          | 3           | 3                     | -                     | -                              | -                              | -                              | 5      | -      | 46    | 3     |
| 1975-1976             | OGC Nice              | D1                    | 19          | -           | 2                     | -                     | -                              | -                              | -                              | 2      | -      | 23    | 0     |
| 1976-1977             | OGC Nice              | D1                    | 34          | 3           | 6                     | 1                     | C3                             | 1                              | -                              | 1      | -      | 42    | 4     |
| Sous-total            | Sous-total            | Sous-total            | 126         | 15          | 13                    | 2                     | -                              | 5                              | 0                              | 14     | 0      | 158   | 17    |
| 1977-1978             | Paris Saint-Germain   | D1                    | 23          | 1           | 2                     | 1                     | -                              | -                              | -                              | -      | -      | 25    | 2     |
| 1978-1979             | Paris Saint-Germain   | D1                    | 18          | -           | -                     | -                     | -                              | -                              | -                              | -      | -      | 18    | 0     |
| Sous-total            | Sous-total            | Sous-total            | 41          | 1           | 2                     | 1                     | -                              | 0                              | 0                              | 0      | 0      | 43    | 2     |
| 1979-1980             | FC Mulhouse           | D2                    | 11          | 1           | -                     | -                     | -                              | -                              | -                              | -      | -      | 11    | 1     |
| 1980-1981             | FC Chalons            | DH                    | -           | -           | -                     | -                     | -                              | -                              | -                              | -      | -      | 0     | 0     |
| Total sur la carrière | Total sur la carrière | Total sur la carrière | 264         | 25          | 25                    | 3                     | -                              | 9                              | 2                              | 22     | 0      | 320   | 30    |

### Détails des sélections
| Liste des sélections de Jean-Pierre Adams avec la France | Liste des sélections de Jean-Pierre Adams avec la France | Liste des sélections de Jean-Pierre Adams avec la France | Liste des sélections de Jean-Pierre Adams avec la France | Liste des sélections de Jean-Pierre Adams avec la France | Liste des sélections de Jean-Pierre Adams avec la France | Liste des sélections de Jean-Pierre Adams avec la France |
| #                                                        | Date                                                     | Adversaire                                               | Dom. / ext.                                              | Score                                                    | Compétition                                              | Note                                                     |
| -------------------------------------------------------- | -------------------------------------------------------- | -------------------------------------------------------- | -------------------------------------------------------- | -------------------------------------------------------- | -------------------------------------------------------- | -------------------------------------------------------- |
| 22                                                       | 1er septembre 1976                                       | Danemark                                                 | ext.                                                     | 1-1                                                      | A                                                        |                                                          |
| 21                                                       | 12 octobre 1975                                          | Allemagne de l'Est                                       | ext.                                                     | 2-1                                                      | qualif. Euro 1976                                        | Averti                                                   |
| 20                                                       | 3 septembre 1975                                         | Islande                                                  | dom.                                                     | 3-0                                                      | qualif. Euro 1976                                        |                                                          |
| 19                                                       | 25 mai 1975                                              | Islande                                                  | ext.                                                     | 0-0                                                      | qualif. Euro 1976                                        |                                                          |
| 18                                                       | 26 avril 1975                                            | Portugal                                                 | dom.                                                     | 0-2                                                      | A                                                        |                                                          |
| 17                                                       | 16 novembre 1974                                         | Allemagne de l'Est                                       | dom.                                                     | 2-2                                                      | qualif. Euro 1976                                        |                                                          |
| 16                                                       | 12 octobre 1974                                          | Belgique                                                 | ext.                                                     | 2-1                                                      | qualif. Euro 1976                                        |                                                          |
| 15                                                       | 7 septembre 1974                                         | Pologne                                                  | ext.                                                     | 0-2                                                      | A                                                        |                                                          |
| 14                                                       | 18 mai 1974                                              | Argentine                                                | dom.                                                     | 0-1                                                      | A                                                        |                                                          |
| 13                                                       | 27 avril 1974                                            | Tchécoslovaquie                                          | ext.                                                     | 3-3                                                      | A                                                        | 64e                                                      |
| 12                                                       | 23 mars 1974                                             | Roumanie                                                 | dom.                                                     | 1-0                                                      | A                                                        |                                                          |
| 11                                                       | 21 novembre 1973                                         | Danemark                                                 | dom.                                                     | 3-0                                                      | A                                                        |                                                          |
| 10                                                       | 13 octobre 1973                                          | Allemagne de l'Ouest                                     | ext.                                                     | 2-1                                                      | A                                                        |                                                          |
| 9                                                        | 8 septembre 1973                                         | Grèce                                                    | dom.                                                     | 3-1                                                      | A                                                        |                                                          |
| 8                                                        | 19 mai 1973                                              | République d’Irlande                                     | dom.                                                     | 1-1                                                      | élim. Mondial 1974                                       |                                                          |
| 7                                                        | 3 mars 1973                                              | Portugal                                                 | dom.                                                     | 1-2                                                      | A                                                        |                                                          |
| 6                                                        | 15 novembre 1972                                         | République d’Irlande                                     | ext.                                                     | 2-1                                                      | élim. Mondial 1974                                       |                                                          |
| 5                                                        | 13 octobre 1972                                          | Union soviétique                                         | dom.                                                     | 1-0                                                      | élim. Mondial 1974                                       |                                                          |
| 4                                                        | 2 septembre 1972                                         | Grèce                                                    | ext.                                                     | 1-3                                                      | A                                                        |                                                          |
| 3                                                        | 25 juin 1972                                             | Argentine                                                | dom.                                                     | 0-0                                                      | A                                                        |                                                          |
| 2                                                        | 18 juin 1972                                             | Colombie                                                 | dom.                                                     | 3-2                                                      | A                                                        |                                                          |
| 1                                                        | 15 juin 1972                                             | Afrique                                                  | dom.                                                     | 2-0                                                      | A                                                        | 78e                                                      |

## Hommages
Son jubilé est organisé à Nîmes au début de l’année 1984 avec, entre autres, la participation du Paris SG.
En 1987, à l'occasion de l'inauguration de son ensemble sportif, la commune de Corquilleroy où il grandit donne le nom de Jean-Pierre Adams à son stade,. Le 2 mars 1997, le village de Catillon-sur-Sambre inaugure son stade de football au nom de « stade Jean-Pierre Adams », en présence du Variétés Club de France, de Bernadette Adams et de Michel Platini. Le stade du l'US de Cepoy, son premier club, porte aussi le nom du joueur. Le terrain du FC chalonnais, où il évolue au moment de son opération, porte lui aussi le nom de « terrain Jean-Pierre Adams ». L'un des terrains de Dammarie-les-Lys en Seine-et-Marne porte son nom en indiquant sur une plaque qui il est, et le nombre de sélections en équipe de France. Le gymnase du Thionville Moselle Handball porte aussi son nom.
Le FC Milhaud organise chaque année le challenge Jean-Pierre Adams en son hommage. Les féminines du FC Mulhouse, un de ses anciens clubs, en sont tenantes du titre, la remise du trophée a d’ailleurs été faite par Madame Bernadette Adams lors de la dernière édition[Quand ?].
Le 7 septembre 2021, alors que se joue le match France-Finlande, pour les éliminatoires de la Coupe du monde 2022, une minute d'applaudissements lui rend hommage.
En son hommage, le complexe sportif Gaston-Lessut de Nîmes fut rebaptisé à son nom le 29 mai 2024 avec la présence de son fils Frédéric Adams de même que sa veuve.  En effet Jean-Pierre Adam avait porté le maillot de l’équipe de la ville (Nîmes Olympique Club) de 1970 à 1973.

## Vie privée
Il se marie en avril 1969 avec Bernadette Adams.
Leur premier fils, Laurent né en décembre 1969, footballeur amateur (DH à Calvi), devient par la suite entraîneur des moins de 18 ans du FC Aregno-Calvi, en Corse. Le couple a un deuxième enfant, Frédéric.

## Palmarès
Avec l'Entente Fontainebleau, Adams est double vice-champion de France Amateurs en 1968 et 1969. Au terme de la saison 1969-1970, son équipe et lui remporte le groupe Centre de CFA.
Avec Nîmes, il finit vice-champion de France 1971-1972, gagne la Coupe des Alpes la même année et intègre l'Équipe de France. Avec l'OGC Nice, Adams est de nouveau vice-champion de France 1975-1976, meilleure performance du club depuis son titre de 1959.